# Climbach
Climbach je občina v departmaju Bas-Rhin francoske regije Alzacija.
Leta 1990 je v občini živelo 480 oseb oz. 67 oseb/km².